# Per Andersen
Per Oskar Andersen, född 12 januari 1930 i Oslo, Norge, död 17 februari 2020 i Blommenholm i Bærums kommun i Akershus fylke, var en norsk neurofysiolog och hjärnforskare. Han var professor i neurofysiologi vid Universitetet i Oslo. 

## Biografi
Andersen disputerade 1960, blev docent 1968 och 1972 professor i neurofysiologi vid Oslo universitet, en tjänst han innehade fram till sin pensionering år 2000. Han var handledare för de två nobelpristagarna i medicin May-Britt och Edvard Moser.

## Vetenskapligt arbete
Andersen blev internationellt känd för sina fysiologiska undersökningar av nervceller i hjärnbarken hos däggdjur och de kopplingar dessa celler har med varandra. Hans forskning har varit särskilt inriktad på nervanslutningarna i de delar av centrala nervsystemet som är aktiva i lärande och minne.
Andersen hade ett nära samarbete med ett stort antal världsledande hjärnforskare, såsom nobelpristagarna Sir John Eccles, Paul Greengard, John O'Keefe, Eric R. Kandel och Bert Sakmann, och många andra neuroforskare som idag (2021) arbetar på universitet över hela världen, varav många är internationellt ledande inom sina områden.

## Utmärkelser och hedersbetygelser
- Fridtjof Nansens pris för enastående forskning, matematik- och naturvetenskapliga klassen,  1972
- Neuronal Plasticity Prize,  1993
- Kommendör av Sankt Olavs orden,  1997
- Utländsk ledamot av Royal Society,  9 maj 2002[4]

[Redigera Wikidata]
Andersen 
- invaldes 1991 som utländsk ledamot av svenska Vetenskapsakademien,[8]
- valdes han till Foreign Associate vid National Academy of Sciences i USA 1994,
- antogs som ledamot i Royal Society i London, [9]
- var ledamot av Norges vetenskapsakademi och Kungliga Norska Vetenskapssällskapet.

År 1997 utnämndes Andersen till kommendör i S:t Olavs orden för sina insatser inom medicinsk forskning.